# Los Altos Hills
Los Altos Hills é uma vila localizada no estado americano da Califórnia, no Condado de Santa Clara. Foi incorporada em 27 de janeiro de 1956.

## Geografia
De acordo com o United States Census Bureau, a cidade tem uma área de 22,8 km², onde todos os 22,8 km² estão cobertos por terra.

### Localidades na vizinhança
O diagrama seguinte representa as localidades num raio de 8 km ao redor de Los Altos Hills.

## Demografia
Segundo o censo nacional de 2010, a sua população é de 7 922 habitantes e sua densidade populacional é de 347,58 hab/km². Possui 3 001 residências, que resulta em uma densidade de 131,67 residências/km².